# Jean-François Jodar
Jean-François Jodar (ur. 2 grudnia 1949 w Montereau-Fault-Yonne) – piłkarz francuski grający na pozycji obrońcy, a także trener piłkarski.

## Kariera piłkarska
W swojej karierze Jodar grał w 4 klubach: Stade de Reims, RC Strasbourg, Olympique Lyon i FC Montceau Bourgogne.
W reprezentacji Francji Jodar zadebiutował w 1972 roku, a reprezentacyjną karierę kończył w 1975. Ogółem w reprezentacji „Tricolores” wystąpił w 6 meczach i zdobył 1 gola.

## Kariera trenerska
- mistrzostwo Europy U-19 Francją w 1997
- mistrzostwo świata U-17 z Francją w Trynidadzie i Tobago